# Roiul din Centaurul
Roiul din Centaurul, cunoscut, de asemenea, ca A3526, ACO 3526 sau Abell 3526, este un roi de galaxii care cuprind mai multe sute de galaxii, situat aproximativ la 155 de milioane de ani-lumină în constelația Centaurul.
Galaxia cea mai trălucitoare este galaxia eliptică NGC 4696 (cu o magnitudine aparentă de circa 11). Roiul din Centaurul face parte din super-roiul Hydra-Centaurul ca și Roiul din Hydra și roiul IC 4329.